# Richard Schumann
Richard Schumann (* 9. Mai 1864 in Glauchau; † 2. Februar 1945 in Wien) war ein deutsch-österreichischer Astronom und Geodät.

## Leben und Wirken
Nach Studium und Promotion im Jahr 1888 bei Heinrich Bruns an der Universität Leipzig war Schumann durch Vermittlung von Friedrich Robert Helmert ab 1902 zunächst Ordinarius für Vermessungskunde an der TH Aachen und zugleich bis 1909 Direktor des Zentralbüros für Internationale Erdmessung. Während dieser Zeit wurde er zweimal zum Dekan seiner Fakultät gewählt. Daran anschließend wurde er 1911 an die Technische Hochschule Wien als Professor für Geodäsie und sphärische Astronomie berufen. Im Studienjahr 1914/15 wurde er zum Rektor der Technischen Hochschule gewählt.
Neben seiner Lehrtätigkeit machte er sich um die Grundlagenvermessung Österreich-Ungarns verdient und führte u. a. hochpräzise Azimutmessungen im Netz 1. Ordnung durch, die sich noch 80 Jahre später in einer Diplomarbeit als Nullmessungen für geodynamische Untersuchungen verwenden ließen.
Er befasste sich – ähnlich wie Karl Friedrich Küstner in Bonn – mit genauen Untersuchungen der terrestrischen Polbewegung und ihrer Periodik (siehe Chandler-Periode).
Sein Nachfolger als Geodäsieprofessor wurde 1936 Friedrich Hopfner (1881–1949).
Im Jahr 1917 wurde er zum Mitglied der Leopoldina gewählt. Für seine Verdienste wurde Schumann im Jahr 1926 zum Dr. Ing. E. h. der TU Berlin ernannt und erhielt im Jahr 1942 die Goethe-Medaille für Kunst und Wissenschaft überreicht.
Schumann, der Sohn eines Kaufmannes und Großneffe von Robert Schumann, war verheiratet mit Erna Jastram. Das Paar hatte eine Tochter und einen Sohn.
Schumann war Mitglied der Wiener Burschenschaft Eisen.

## Werke (Auswahl)
- Über den Gang der Pendeluhr F. Dencker XII, Breitkopf & Härtel, Leipzig 1888, OCLC 785862727 (Inaugural-Dissertation (Ph. D.) Universität Leipzig 1888, 32 Seiten) (Separatabdruck aus den Berichten der Königlich Sächsischen Gesellschaft der Wissenschaft, 1888).
- Grönland-Expedition der Gesellschaft für Erdkunde zu Berlin, 1891–1893, unter Leitung von Erich von Drygalski, W.H. Kühl, Berlin 1897 OCLC 13624211.
- Bestimmung der Polhöhe und der Intensität der Schwerkraft in der Nähe des Berliner Meridians von Arkona bis Elsterwerda sowie auf einigen anderen Stationen nebst Azimutmessungen auf drei Stationen …, Berlin, P. Stankiewicz, 1902.
- Ergebnisse einer Untersuchung über Veränderungen von Höhenunterschieden auf dem Telegraphenberge bei Potsdam, Berlin, P. Stankiewicz, 1904.
- Numerische Untersuchung über Polhöhenschwankung und Aberrationskonstante, Mauke, Hamburg 1906.